# محمود الريماوي
محمود لطفي أحمد الريماوي (ولد في بيت ريما في 21 أكتوبر/تشرين أول من سنة 1948) هو قاص وروائي وصحفي أردني / فلسطيني، مُقيم في عمان، الأردن. تلقى تعليمه في أريحا والقدس وبيروت حيث درس لسنتين في جامعة بيروت العربية/ قسم اللغة العربية، ثم انقطع عن الدراسة الجامعية عازفاً عنها ومتفرغاً للصحافة التي امتهنها في بيروت والكويت، ثم في عمان، الأردن، كاتبا ومعلقا سياسيا في صحيفة الرأي الأردنية لعشرين عاما(1987/2007). ثم عمل رئيسا لتحرير صحيفة السجل الأردنية لعامين (2007/2008).وأصدر في العام 2010 الموقع الإلكتروني الثقافي «قاب قوسين» وهو أوّل موقع من نوعه في الأردن.
أصدر الريماوي 13 مجموعة قصصية ابتداء من العام 1972، ثم أتبعها بعدة مجموعات قصصية. وصلت روايته من يؤنس السيدة إلى القائمة الطويلة للجائزة العالمية للرواية العربية (البوكر) سنة 2010.

## مؤلفاته
- العُري في صحراء ليلية (قصص قصيرة) وزارة الثقافة والإعلام بغداد 1972
- الجرح الشمالي (قصص قصيرة) دار ابن رشد، بيروت، 1980.
- كوكب تفاح وأملاح[6] (قصص قصيرة) دار الكرمل، عمان، الأردن 1987.
- ضرب بطيء على طبل صغير (قصص قصيرة) دار الثقافة الجديدة، القاهرة 1990.
- غرباء (قصص) وزارة الثقافة/ عمان، الأردن 1993.
- أخوة وحيدون (نصوص) دار أزمنة، عمان، الأردن 1995.
- القطار[7] (قصص قصيرة) المؤسسة العربية للدراسات والنشر، بيروت، عمان، الأردن 1996.
- كل ما في الأمر (نصوص) دار الأزمنة، عمان، الأردن، 2000.
- شجرة العائلة (قصص قصيرة) المجلس الأعلى للثقافة والفنون، القاهرة، 2000.
- الأعمال القصصية الكاملة وزارة الثقافة، عمان، الأردن، 2002.
- لقاء لم يتم (مختار قصصية) أمانة عمان الكبرى، الأردن، 2002.
- الوديعة [6] (قصص قصيرة) طبعتان الأولى عن أمانة عمّان الكبرى 1999 والثانية عن هيئة قصور الثقافة في مصر، 2001.
- فرق التوقيت[6] (قصص قصيرة) طبعتان الأولى عن أمانة عمّان الكبرى 2011 والثانية عن هيئة قصور الثقافة في مصر، 2013.
- رجوع الطائر (قصص قصيرة) دار فضاءات عمان، الأردن، 2006.
- عودة عرار[6] (قصص قصيرة) وزارة الثقافة، عمان، الأردن، 2013.
- عم تبحث في مراكش[8] (قصص قصيرة)[6] طبعتان الأولى عن مجلة دبي الثقافية دبي 2015 والطبعة الثانية عن دار فضاءات عمان، الأردن، 2016.
- من يؤنس السيدة [6] (رواية) التي وصلت إلى القائمة الطويلة في جائزة البوكر العربية عام 2010 وصدرت عن دار فضاءات عمان، الأردن، 2009.
- حلم حقيقي [6] (رواية) التي صنفتها جائزة كيودي عام 2013 بين أهم 30 كتاباً عربيا إبداعيا. طبعتان الأولى عن مجلة دبي الثقافية دبي 2011 والثانية عن دار التنوير بيروت، لبنان، 2012.

## الجوائز
- جائزة فلسطين للقصة القصيرة (1997)[5]

## ترجمة
تُرجمت مختارات من قصصه إلى البلغارية والايطالية والانجليزية والفرنسية. وصُنفت مختاراته القصصية بعنوان مكالمة منتصف النوم التي ترجمها الأديب العربي البلغاري خيري حمدان إلى البلغارية كأحد أفضل 18 كتابا صادرا في بلغاريا عام 2015.

## فيديو
لقاء برنامج «رؤية مبدع» مع محمود الريماوي على قناة التلفزيون الأردني